# Arthur Penn
Arthur Hiller Penn (ur. 27 września 1922 w Filadelfii, zm. 28 września 2010 w Nowym Jorku) – amerykański reżyser, producent filmowy i scenarzysta.
Twórca kilku filmów, które przeszły do legendy kina (m.in. Bonnie i Clyde). Był trzykrotnie nominowany do Oscara dla najlepszego reżysera. Statuetki jednak nigdy nie otrzymał. Nominacje zdobył za reżyserię filmów: Cudotwórczyni (1962), Bonnie i Clyde (1967), Restauracja Alicji (1969).
W 1959 za reżyserię sztuki Williama Gibsona Cudotwórczyni z Anne Bancroft zdobył Tony Award.
Zmarł w swoim domu na Manhattanie w Nowym Jorku w otoczeniu najbliższej rodziny w dzień po swoich 88. urodzinach. Od dłuższego czasu ciężko chorował; m.in. latem 2009 przeszedł zapalenie płuc. Bezpośrednią przyczyną zgonu była niewydolność serca.

## Filmografia

### Filmy
- 1958: Gwiazda szczęścia Billy Kida (The Left Handed Gun)
- 1962: Cudotwórczyni
- 1965: Mickey One
- 1966: Obława
- 1967: Bonnie i Clyde
- 1969: Restauracja Alicji
- 1970: Mały Wielki Człowiek
- 1975: W mroku nocy
- 1976: Przełomy Missouri
- 1981: Czworo przyjaciół
- 1985: Cel
- 1987: Śmiertelnie mroźna zima
- 1993: Portret
- 1996: Akta hańby

### Seriale
- 2000–2001: Prawo i porządek